# Klavierauszug

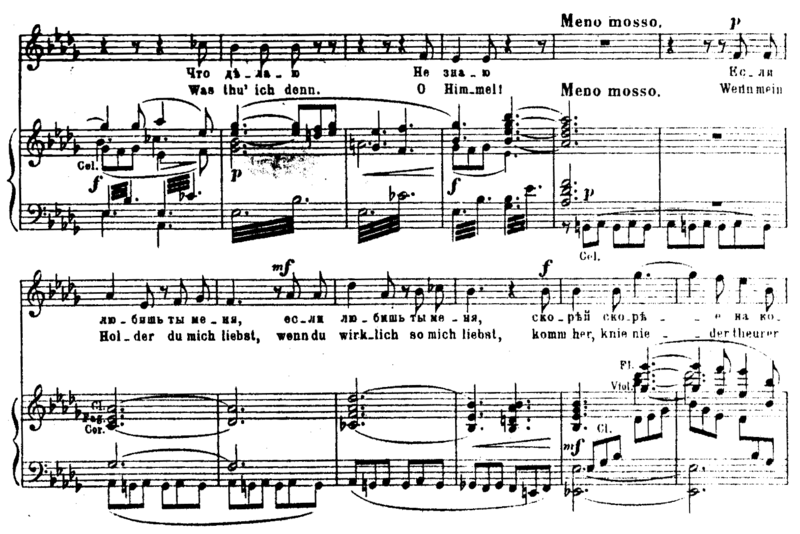
Beispiel für einen Klavierauszug: Ausschnitt aus der Oper William Ratcliff von César Cui

Als Klavierauszug bezeichnet man die Klavierfassung einer Orchesterpartitur, beispielsweise einer Oper, eines Oratoriums, aber auch einer Sinfonie, eines Solokonzerts, einer Schauspielmusik oder eines Balletts. Praktische Bedeutung bekommt der Klavierauszug vor allem bei der Korrepetition von Vokalsolisten und bei Proben für szenische Aufführungen von Oper und Ballett, bei denen der Einsatz eines Orchesters nicht sinnvoll und finanziell nicht machbar ist, sowie als Aufführungsmaterial bei Chorwerken.

## Geschichte
Der Klavierauszug entwickelte sich, seit der Generalbass als akkordisches Gerüst für musikalische Ensembles nicht mehr üblich war, also seit Mitte des 18. Jahrhunderts. Klavierauszüge mit eigenen Systemen für die Singstimmen sind seit den 1770er Jahren belegt.
Der Klavierauszug eines Orchesterwerks war bis zur Verfügbarkeit von Aufnahmetechnik neben anderen Bearbeitungen (etwa für Klavier zu vier Händen, Streichquartett, Klaviertrio oder Harmoniemusik) die wichtigste Möglichkeit, sich mit dem Stück jederzeit auseinandersetzen zu können. So erschien der Klavierauszug zu Mozarts Don Giovanni in Wien bereits zwei Wochen nach der Wiener Erstaufführung der Oper 1788.
Um die Wiedergabe der Instrumentation bemühten sich die Klavierauszüge seit dem 19. Jahrhundert. Spezifische Spieltechniken des Klavierauszugs wie Oktavverdopplungen und Tremoli haben auch umgekehrt die Satzweise von originalen Klavierkompositionen beeinflusst.
Technische Erleichterungen beim Notendruck und die Verbreitung der Hausmusik führten ab etwa 1830 zu hohen Auflagen. Mit der zunehmenden Komplexität der Satzstruktur seit dem späteren 19. Jahrhundert wurden Klavierauszüge problematisch, weil sie den Orchestersatz kaum mehr adäquat wiedergeben konnten und schwer zu spielen waren. Viele Komponisten haben selbst Klavierauszüge oder Klavierfassungen ihrer Werke erstellt, beispielsweise Richard Wagner für Tannhäuser und der Sängerkrieg auf Wartburg, Johannes Brahms für Ein deutsches Requiem, Max Reger für Der 100. Psalm oder auch Max Bruch für seine Violinkonzerte.
In seltenen Fällen wurden Klavierauszüge auch ganz oder teilweise vierhändig oder sogar für zwei Klaviere gesetzt, wenn die musikalische Struktur sehr kompliziert ist. So enthält zum Beispiel der Klavierauszug von Alban Bergs Oper Wozzeck einige vierhändige Abschnitte, während es zu Béla Bartóks Ballett Der wunderbare Mandarin einen Klavierauszug gibt, der durchgehend für zwei Klaviere gesetzt ist. Die reduzierte Aufführung von Opern mit zwei Klavieren war lange Zeit üblich.
Seit dem 20. Jahrhundert nahm die Bedeutung der Klavierauszüge für neue Werke ab: Die Unterhaltungsmusik und der Jazz bevorzugten oft eine Reduktion des Klaviersatzes auf Akkordsymbole, und die „ernste Musik“ erreichte im Gegenteil eine Komplexität, die sich immer weniger auf den Klavierklang reduzieren ließ. – Für das Einstudieren von Opern sind Klavierauszüge nach wie vor unentbehrlich. Bei Chorwerken mit Instrumentalbegleitung wie Oratorien, Orchestermessen oder chorsinfonischen Werken dienen Klavierauszüge oft sowohl als Proben- als auch als Aufführungsmaterial. Während in früheren Jahrhunderten Chöre aus Kostengründen oft aus Chorstimmen oder Chorpartituren sangen, schätzen heute viele Chorleiter und -sänger den Klavierauszug als den besten Kompromiss, der einerseits einen besseren Überblick über die musikalischen Abläufe des Werkes bietet, andererseits aber übersichtlicher und leichter zu handhaben ist als eine vollständige Partitur.

## Herstellung und Eigenheiten
Die klaviergerechte Notation eines Orchestersatzes auf zwei Notensystemen birgt spezifische Probleme. Manche Eigenheiten des Orchesterklangs können auf dem Klavier nur näherungsweise wiedergegeben werden – wie Akkorde, die sich über mehrere Oktaven erstrecken, lange ausgehaltene oder anschwellende Töne, Perkussionsklänge ohne genaue Tonhöhe oder der Unterschied zwischen arco und pizzicato bei den Streichinstrumenten.
Traditionelle Kunstgriffe, um Orchesterklänge in Klavierauszüge umzusetzen, sind etwa Alberti-Bässe für repetierte Streicherakkorde, „Brillenbässe“ für Tremoli oder Schlagzeug-Wirbel sowie kurze Arpeggio-Akkorde für Streicher-Pizzicati.
Wenn versucht wird, den gesamten Notentext der Partitur umzusetzen, wird der Klavierauszug unübersichtlich und bei größeren Orchesterbesetzungen beziehungsweise komplexen Satzstrukturen kaum mehr spielbar. Wird der Notentext zugunsten der Spielbarkeit reduziert, handelt es sich genau genommen um eine Interpretation, da manche Merkmale hervorgehoben und andere vernachlässigt werden müssen. In moderneren Klavierauszügen werden erwähnenswerte Nebenstimmen, die den Klaviersatz überladen würden, manchmal mit Stichnoten angedeutet.

## Funktionen

### Konzertaufführung, Einstudierung und Hausmusik
Im 19. Jahrhundert gab es Klavier-Paraphrasen zum Konzertgebrauch, die nichts anderes als komplizierte Klavierauszüge waren. Solistische Konzertaufführungen von Klavierauszügen gibt es kaum noch. Klavierauszüge dienen heute hauptsächlich zur Einstudierung. Die Praxis, die den Klavierauszug vor allem zur professionellen Einstudierung vorsah (aber mit seinem Verkauf an Musikliebhaber rechnete), ist zu unterscheiden von den zahlreichen vierhändigen Einrichtungen für das häusliche Musizieren von Amateuren, die in der Rezeptionsgeschichte eine kaum zu überschätzende Rolle spielen und deren Beliebtheit erst mit der allgemeinen Verbreitung von Schallplatten Anfang des 20. Jahrhunderts abnahm. Für die Hausmusik gab es auch zahlreiche Klavierauszüge von Solokonzerten oder Sinfonien.
Vor allem in der Chormusik gibt es auch heute noch Aufführungen mit Klavier statt mit Orchester. Direkt verwandt mit dem Klavierauszug ist der Orgelauszug, bei dem ein Orchesterpart für die Orgel eingerichtet wird; dieser wird überwiegend für Aufführungen im Gottesdienst verwendet. Die Besetzung Chor und Orgel hat sich zu einer eigenständigen Gattung entwickelt.

### Choreografie und Inszenierung
Der Klavierauszug ist eine wichtige Quelle für die Ballettmusik des späten 18. und gesamten 19. Jahrhunderts. Viele Ballette wurden im Klavierauszug wiedergegeben. Dieser diente dann entweder als Vorlage zur Hausmusik, wo man entsprechend den Opern auch die Ballette „nachhören“ wollte. Zum anderen dienten sie als Vorlage zur Einstudierung der Ballette und wurden dann mit „Répétiteur“ (Korrepetitor) markiert. Oft enthalten diese Répétiteur-Klavierauszüge Eintragungen zur Choreografie und sind somit eine wichtige Quelle.
In der Oper werden Klavierauszüge auch als Regiebuch zu Handen der Regieassistenten verwendet, in dem synchron zum musikalischen Ablauf Auftritte oder bühnentechnische Aktionen notiert sind. Ebenso arbeiten die Souffleure mit dem Klavierauszug. – Auch zur Übersetzung von Operntexten oder zur Planung einer Regie werden Klavierauszüge den Orchesterpartituren vorgezogen, weil die Gesangstexte lesbarer sind und man seltener blättern muss.

### Klavier-Direktion
Eine weitere Variante des Klavierauszugs ist die Klavier-Direktionsstimme, die in der Unterhaltungsmusik des 19./20. Jahrhunderts (Salonorchester) die Praxis des Generalbasses weiterführte, also eine rhythmische und akkordische Basis bildete, um den Zusammenhalt des oft heterogenen Orchesters zu gewährleisten und den am Klavier sitzenden Orchesterleiter anstelle einer Partitur über den Fortgang des Musikstücks und die Einsätze orientierte. Diese Art des ausgeschriebenen Klavierauszugs geht im 20. Jahrhundert über in eine Akkordbezifferung für Keyboard.
Auch im Bereich der Operette lagen auf dem Dirigentenpult meist Klavierauszüge anstelle von Partituren. Für die Wiener Operetten der „Silbernen Epoche“ gilt dies heute noch zum großen Teil. Die Orchesterpartituren wurden aus Angst vor illegalen Kopien zunächst nicht gedruckt und dafür die Klavierauszüge zum Dirigieren eingerichtet. Erst seit etwa den 1990er Jahren sind mehr und mehr Dirigierpartituren zu Operetten verfügbar. Gut gemachte Klavierauszüge dieses Genres enthalten allerdings die zum Dirigieren nötigen Informationen, wenn auch diese Tradition mittlerweile abgebrochen ist.

### Klavierskizze
Den umgekehrten Weg einer Erweiterung vom Klaviersatz zum Orchestersatz nehmen die Klavierskizzen, die von vielen Komponisten zur Vorbereitung angefertigt wurden. In der Partitur wiedergegebene Klavierskizzen kommen in italienischen Opern für die Stimmen der Banda vor, die erst am Aufführungsort für die örtliche Blasmusik arrangiert wurden. – Eine Mittelstufe zwischen Klavierskizze und Partitur ist das Particell.
Auch für die arbeitsteilige Produktion von Musik kann die Klavierskizze von Bedeutung sein: Für die Herstellung von Filmmusik im Studiosystem (etwa bei Max Steiner) wurde die Musik zunächst in Form einer Klavierskizze oder eines Particells angefertigt und daraufhin von Spezialisten instrumentiert.